# 黎啟憲
黎啟憲（Lai Kai Hin，1945年—），是前任香港九廣鐵路公司（下稱「九鐵公司」）為市務總經理及收益策劃總經理，他在2006年所發生九廣鐵路人事風波中，因帶領19名高級職員集體請假，到位於中環的辦事處召開記者會，而被九鐵管理局終止合約。

## 經過
2006年3月14日下午，九鐵管理局正就當時所發生的人事風波，在中環香港會所大廈的辦事處進行緊急會議，黎啟憲帶領14名總經理及5名部門主管到辦事處，聲稱要了解會議情況；並於同日下午在另一會議室召開記者招待會，以表達對兵變事件立場。
會中，黎啟憲表示得知時任九鐵署理行政總裁黎文熹於3月9日曾會見過管理層，指黎文熹去信表示關注公司管治問題、主席及行政總裁權責模糊等問題。黎啟憲也表示同意黎文熹所指問題，並不認同主席田北辰的責備文化、跟管理層缺乏互信等問題。黎啟憲又說，他們全部19名出席記者會的員工都有簽署聯名信，支持黎文熹反映擔憂，並強調各人均出於自願，並無想到人事去留問題。回應記者提問時，他指「如果田北辰提出辭職，或者是一個可行的（解決問題）方案」，但拒絕更進一步回應記者關於人事去留的問題。
九鐵發言人稱，前往管理局辦公室的總經理及部門主管，請假半天出席全屬自發支持黎文熹，並非擅離職守。發言人堅稱此對工作無影響。
會議於當日下午6時許結束，最後主席田北辰與署理行政總裁黎文熹繼續合作。但政府對以黎啟憲為首的管理層集體請假感到不滿，時任行政長官曾蔭權更表明必須嚴正處理。
3月15日，黎啟憲在一家電視台的電話訪問中表示，「不覺得會有紀律處分的問題，也不存在任何憂慮……（召開記者會）是為了市民利益著想。」
當時亦有消息指，20名管理層請假獲得上級共5名總監的批准，九鐵發言人亦證實有關報導，但不清楚各人請假的確切時間。另外亦有消息指出，黎啟憲是黎文熹親自聘請的員工；而過去一直在財務部工作的黎啟憲卻在兩鐵醞釀合併時調至市務部，避過被指最可能被取締的財務部。也有消息指，黎啟憲另有家族生意，故財政包袱較輕，能敢於發言。
2006年3月16日上午，九鐵宣佈15日的決定，指黎啟憲帶領管理層集體告假、損害公司形象，終止其聘用合約。而黎文熹亦而此事引咎辭職，獲管理局所接納。詹伯樂接任九鐵署理行政總裁一職。

## 資料來源
- 〈黎啟憲起帶頭作用被炒〉，載香港《明報》，2006年3月16日 12:20pm更新
- 〈踩場九鐵經理勢受處分 田北辰留任 特首促嚴正處理紀律[]〉，載香港《明報》，2006年3月16日
- 〈黎文熹愛將不憂秋後算帳[]〉，載香港《明報》，2006年3月16日
- 〈「若田北辰辭職是可行方案」 20主管踩場聲援黎文熹[]〉，載香港《明報》，2006年3月15日
- 〈九鐵高層公然晒馬[]〉，載香港《東方日報》，2006年3月15日